# Rusland op het Eurovisiesongfestival 1995
Rusland nam deel aan het  Eurovisiesongfestival 1995 in Dublin, Ierland. Het was de 2de deelname van het land op het Eurovisiesongfestival. Rusland vaardigde Filipp Kirkorov af die met de ballade Kolybelnaya dlya vulkana af naar Ierland.

## In Dublin
Tijdens de finale trad Rusland als 6de aan van de 23 deelnemers. Ze eindigde na de puntentelling op de zeventiende plaats met 17 punten.
België had geen punten over voor deze inzending en Nederland nam niet deel in 1995.

### Gekregen punten

#### Finale
| 12 punten | 10 punten   | 8 punten | 7 punten | 6 punten  |
| --------- | ----------- | -------- | -------- | --------- |
|           | - Noorwegen |          |          | - Kroatië |
| 5 punten  | 4 punten    | 3 punten | 2 punten | 1 punt    |
|           |             |          |          | - Cyprus  |

### Punten gegeven door Rusland

#### Finale
Punten gegeven in de finale:
| 12 punten | Noorwegen           |
| 10 punten | Denemarken          |
| 8 punten  | Israël              |
| 7 punten  | Slovenië            |
| 6 punten  | Zweden              |
| 5 punten  | Ierland             |
| 4 punten  | Cyprus              |
| 3 punten  | IJsland             |
| 2 punten  | Hongarije           |
| 1 punt    | Verenigd Koninkrijk |

1994 · 1995 · 1996 · 1997 · 1998-1999 · 2000 · 2001 · 2002 · 2003 · 2004 · 2005 · 2006 · 2007 · 2008 · 2009 · 2010 · 2011 · 2012 · 2013 · 2014 · 2015 · 2016 · 2017 · 2018 · 2019 · 2020 · 2021 · 2022-2025